# 소프트 파워
소프트 파워(soft power) 또는 연성 권력(軟性權力)은 하버드 대학교의 조지프 나이가 고안한 개념으로, 설득의 수단으로서 돈이나 권력 등의 강요가 아닌 매력을 통해 얻을 수 있는 능력을 말한다. 소프트파워의 중요한 특징은 비강제적이라는 것이다. 나이는 1990년에 출간한 《주도국일 수밖에 없는 미국: 미국 국력의 변화하는 본질》(Bound to Lead:The Changing Nature of American Power)이라는 서적에서 이 용어를 만들어냈다. 그는 더 나아가 2004년에 출간한 Soft Power: The Means to Success in World Politics에서 이 개념을 발전시켰다. 2012년 나이는 소프트파워를 '최고의 선전은 선전이 아니다.(The best propaganda is not propaganda.)'라고 언급하며 정보화시대에는 '신뢰가 가장 희소한 자원(Credibility is the scarcest resource.)'이라고 설명했다.
나이는 1990년 저서 Bound to Lead에서 이 용어를 대중화했다. 그는 이 책에서 "한 나라가 다른 나라들로 하여금 자신들이 원하는 것을 원하게 할 때, 다른 나라들에게 그들이 원하는 것을 하라고 명령하는 하드 파워나 명령권력과는 대조적으로, 공동 선택권 또는 소프트 파워라고 불릴 수 있다"고 썼다. 그는 2004년 저서 소프트 파워에서 이 개념을 더욱 발전시켰다. 세계 정치에서 성공을 위한 수단 분석가들과 정치인들은 그 용어를 국제 문제에 널리 사용하였다. 예를 들어, 2007년 로버트 게이츠 국방장관(2006-2011년 재임)은 "외교, 전략적 커뮤니케이션, 대외 지원, 시민 행동 및 경제 재건과 개발 등 국가 안보의 민간 기구에 대한 지출의 급격한 증가"를 통해 미국의 소프트 파워를 강화할 필요성을 언급했다. 2011년 중국 공산당 제17차 중앙위원회는 시진핑 주석이 후진타오 총서기의 집권을 준비하면서 문화 문제에 전원회의를 열었고, 최종 선언문을 통해 "사회주의 문화 강국으로 우리 나라를 건설하겠다"는 국가적 목표로 선포했다. 그리고 2014년에 시 주석은 "우리는 중국의 소프트 파워를 높이고, 좋은 중국 이야기를 들려주며, 중국의 메시지를 세계에 더 잘 전달해야 한다."라고 발표했다.
포틀랜드 커뮤니케이션스와 USC 공공외교센터가 2018년 발표한 연례 지수인 소프트 파워 30은 영국이 소프트 파워에서 가장 앞서가는 주권 국가로 꼽혔다. 소프트 파워의 다른 주요 국가로는 프랑스, 독일, 미국, 일본, 캐나다, 스위스, 스웨덴, 네덜란드, 호주, 덴마크가 있다. 2016/17년 단일 소프트 파워 설문조사는 미국을 소프트 파워의 선두 국가로 선정했다. 소프트 파워 30과 모노클은 모두 프랑스가 2019년에 1위를 차지했다. Elcano Global Presence Report는 전체적으로 볼 때 유럽 연합이 부드러운 존재에 대해 가장 높은 점수를 매기고, 미국을 주권 국가 중 1위로 평가한다.

## 설명

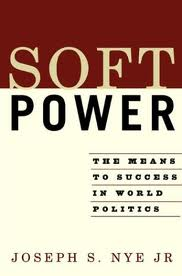
"소프트 파워"의 개념을 기술한 조셉 나이 2004년 책

조셉 나이(Joseph Nye)는 1980년대 후반에 "소프트 파워(soft power)"라는 개념을 도입했다. 나이에게, 힘은 여러분이 원하는 결과를 얻기 위해 다른 사람들의 행동에 영향을 미치는 능력이다. 이것을 성취할 수 있는 몇 가지 방법은 아래와 같다: 위협으로 그들을 강요할 수 있고, 지불로 그들을 유도할 수 있다. 또는 자신이 원하는 것을 원하도록 그들을 유인하고 함께 채택할 수 있다. 이 소프트 파워 – 다른 사람들이 자신이 원하는 결과를 원하도록 만드는 것 – 사람들을 강요하기 보다는 그들을 공동 채택한다.
그것은 강요와 지불의 사용인 '하드 파워'와 대조될 수 있다. 소프트 파워는 국가뿐만 아니라 NGO나 국제 기관과 같은 국제 정치의 모든 행위자들에 의해서도 휘둘릴 수 있다. 또한 원하는 결과를 얻을 수 있도록 간접적으로 허용하는 "두 번째 힘의 면"으로 간주된다. 나이에 따르면 한 나라의 소프트 파워는 문화, 정치적 가치, 그리고 외교 정책 이 세 가지 자원에 달려 있다.
소프트 파워 자원은 종종 묵인을 유도하는 매력을 만들어내는 자산이다. 나이 교수는 강압보다는 감금이 항상 더 효과적이고, 민주주의, 인권, 개인의 기회 등 많은 가치들이 깊이 매력적이라고 주장한다. 안젤로 코드빌라는 소프트 파워의 중요한 측면은 인구의 다른 부분들이 다른 사물, 아이디어, 이미지 또는 전망에 이끌리거나 거부된다는 것이라고 관찰했다. 소프트 파워는 정책, 문화 또는 가치가 다른 사람들을 끌어들이는 대신 그들을 밀어낼 때 방해받는다.
Nye는 그의 책에서 소프트 파워는 두 가지 이유로 정부가 하드 파워보다 휘두르기 더 어려운 도구라고 주장한다. 소프트 파워의 많은 중요한 자원은 정부의 통제 밖에 있고, 소프트 파워는 정책을 위한 환경을 형성하여 간접적으로 일하고, 때로는 원하는 결과를 얻기 위해 수 년이 걸리는 경향이 있다. 이 책은 "문화", "정치적 가치", "정책"의 세 가지 광범위한 소프트 파워 범주를 식별한다.
권력의 미래(2011년)에서 Nye는 소프트 파워는 규범적인 개념이 아니라 서술적인 개념이라고 거듭 강조한다. 그러므로, 소프트파워는 사악한 목적으로 휘둘릴 수 있다. 히틀러, 스탈린, 마오쩌둥은 모두 그들의 견습생들의 눈에 엄청난 소프트 파워를 가지고 있었지만, 그것이 그것을 좋게 만들지는 못했다. 팔짱을 끼는 것보다 마음을 꼬는 것이 반드시 좋은 것은 아니다. Nye는 또한 소프트 파워가 현실주의의 국제 관계 이론과 모순되지 않는다고 주장한다. 소프트파워는 이상주의나 자유주의의 형태가 아니다. 이는 단순히 원하는 결과를 얻을 수 있는 하나의 방법인 힘의 한 형태이다.

## 개념의 한계
소프트파워는 니얼 퍼거슨과 같은 작가들에 의해 Greatus의 서문에서 비효율적이라는 비판을 받아왔다. 신현실주의와 다른 합리주의자 및 네오럴리스트 작가들은 국제 관계의 행위자들이 경제적 인센티브와 힘이라는 두 가지 유형의 인센티브에만 대응한다고 주장하면서 소프트파워를 통제 불능으로 치부한다.
개념적으로, 소프트 파워와 하드 파워를 구별하는 것은 어려울 수 있다. 예를 들어, 제니스 바이럴리 매턴은 조지 W. 부시가 "당신은 우리와 함께 있거나 테러리스트들과 함께 있다"는 표현을 사용한 것은 사실 강력한 힘을 행사한 것이라고 주장한다. 군사력과 경제력이 다른 국가들로 하여금 연합군에 참여하도록 압력을 가하는 데 사용되지는 않았지만, 일종의 세력인 대표력이 사용되었다. 이런 종류의 힘은 그들의 파트너들의 정체성을 위협하고, 그들을 따르도록 강요하거나 악으로 칭해지는 위험을 무릅쓰게 한다. 따라서 소프트 파워는 그렇게 부드럽지 않다.
문화학에서 소프트파워라는 개념은 종종 문화를 위해 사용된다. 하지만, 파르크와 문은 소프트 파워가 문화를 대체할 수 없다고 주장한다. 그것은 "축적 문화"의 반대 개념인 "축적 문화"의 일부일 뿐이다.
그 개념의 방어적 사용에 대한 태만함에 대한 최근의 기사도 있다. Nye의 접근법이 "주로 다른 사람들이 여러분의 입찰을 하도록 하는 방법에 초점을 맞추고 있기 때문에, 일부 연구원들은 중국과 같은 강대국들이 소프트 파워에 대한 새로운 접근 방식을 만들어내고, 따라서 그것을 방어적으로 사용하고 있다"고 주장했다.
또한, 다른 사람들은 소프트 파워에 대한 행위자의 시도가 어떻게 역효과를 불러 평판 손상이나 손실을 초래하는지 또는 '소프트 디파워'라고 불리는 것을 찾아 이해하는 데 더 많은 주의를 기울여야 한다고 주장한다.

## 소프트 파워의 측정
이 조사는 소프트 파워에 따라 국가를 나열하고 있다. 모노클의 경우 문화적 임무와 올림픽 메달의 수, 아키텍처 및 비즈니스 브랜드의 품질을 포함한 50가지 요인들로 계산한다.
| 순위 | 국가           |
| ---- | -------------- |
| 1    | 독일           |
| 2    | 일본           |
| 3    | 영국           |
| 4    | 캐나다         |
| 5    | 스위스         |
| 6    | 미국           |
| 7    | 프랑스         |
| 8    | 중국           |
| 9    | 스웨덴         |
| 10   | 오스트레일리아 |

| 순위 | 국가     |
| ---- | -------- |
| 1    | 독일     |
| 2    | 대한민국 |
| 3    | 프랑스   |
| 4    | 일본     |
| 5    | 중화민국 |
| 6    | 스위스   |
| 7    | 뉴질랜드 |
| 8    | 스웨덴   |
| 9    | 그리스   |
| 10   | 캐나다   |

| 순위 | 국가           |
| ---- | -------------- |
| 1    | 프랑스         |
| 2    | 영국           |
| 3    | 독일           |
| 4    | 스웨덴         |
| 5    | 미국           |
| 6    | 스위스         |
| 7    | 캐나다         |
| 8    | 일본           |
| 9    | 오스트레일리아 |
| 10   | 네덜란드       |

## 대한민국의 예시
"한류"는 1990년대 후반부터 한국 문화의 확산을 가리키는 신조어이다. 워싱턴 포스트의 한 기자에 따르면, 한국 오락의 확산은 음식, 옷, 한국어 수업과 같은 다른 상품들과 서비스의 더 높은 판매로 이어졌다고 한다. 한류는 수출 물량을 늘리는 것 외에도 정부가 전 세계 젊은이들과 교류하고 반한 감정을 줄이기 위한 소프트 파워 도구로 사용하고 있다.
2012년, BBC의 국가신용평가 여론조사는 2009년에 한국을 위한 첫 번째 등급조사가 실시된 이후, 한국에 대한 여론이 매년 개선되고 있다는 것을 보여주었다. 러시아, 인도, 중국, 프랑스와 같은 몇몇 나라에서, 한국에 대한 여론은 약간 부정적인 것에서 전반적으로 긍정적인 것으로 바뀌었다. 이 보고서는 한국에 대한 긍정적인 인식에 기여하는 가장 중요한 요소 중 하나로 문화와 전통을 꼽았다. 이는 2011년 42억 달러까지 증가한 문화 수출 총액이 급속도로 증가한 것과 함께 나온 것이다.
초기 단계에 한국 드라마가 동,남, 동아시아 전역에 전파되면서 시작된 한류는 유튜브에서 한국 가요 뮤직 비디오의 확산으로 인해 지역적 발전에서 세계적인 현상으로 발전했다. 현재, 세계의 다른 지역으로 한류의 확산은 라틴 아메리카, 중동, 북아프리카, 그리고 서양 이민자들의 십대들과 젊은이들 사이에서 가장 눈에 띄게 나타나고 있다.

## 같이 보기
- 한류 (문화)
- 쿨 브리타니아
- 쿨 재팬
- 힘 (국제 관계)
  - 하드 파워
  - 샤프 파워
  - 스마트 파워
  - 푸드 파워
  - 에너지 수퍼파워(영어판)
- 고려양(高麗樣, 고려풍) - 원 간섭기에 유입되어 원나라와 명나라 초기까지 유행하였던 고려식 풍습
- 한한령(금한령)

## 참조
1. ↑  Jr, Joseph S. Nye (2012년 5월 8일). “China's Soft Power Deficit”. 《Wall Street Journal》 (미국 영어). ISSN 0099-9660. 2020년 9월 24일에 확인함.
2. ↑  Nye, Joseph S. (1990). 《Bounded to Lead: 변화하는 미국 권력의 본질》. Basic Books. ISBN 9780465001774.
3. 1 2  Nye, Joseph.Bound to Lead: The Changing Nature of American Power(London: Basic Books, 1990).
4. ↑  Nye, Joseph S. (2009). 《소프트 파워: 세계 정치에서 성공을 위한 수단》. Hachette UK. ISBN 9780786738960.
5. ↑  Robert M. Gates, Secretary of Defense (2007년 11월 26일). 《Landon Lecture (Kansas State University)》 (연설). Manhattan, Kansas. 2010년 8월 1일에 원본 문서에서 보존된 문서.
6. ↑  조셉 나이, 소프트 파워: 세계 정치에서 성공을 위한 수단
7. 1 2 3 4  Nye, Joseph S. (2011). 《권력의 미래》. PublicAffairs. ISBN 9781586488925.
8. 1 2  Nye, Joseph.소프트 파워: 세계 정치에서 성공을 위한 수단 (New York: Public Affairs, 2004) p. x.
9. ↑  Angelo M. Codevilla, "Political Warfare: A Set of Means for Achieving Political Ends," in Waller, ed., Strategic Influence: Public Diplomacy, Counterpropaganda and Political Warfare (IWP Press, 2008).
10. ↑  Mattern, Janice Bially (2005). “Why 'Soft Power' Isn't So Soft: Representational Force and the Sociolinguistic Construction of Attraction in World Politics”. 《Millennium: Journal of International Studies》 33 (3): 583–612. doi:10.1177/03058298050330031601. S2CID 144848371. Page 586.
11. ↑  문, 희창; 박, 지민 (2019). “축적된 문화 및 축적 가능한 문화: K-팝을 향한 민관합작의 사례”. 《Kritika Kultura》. doi:10.13185/KK2019.03206.
12. ↑  Aslan, Mesut. “중국의 매력 방어: 대중 엔터테인먼트 획득을 통한 이미지 보호”. 《Pacific Focus》. doi:10.1111/pafo.12153.
13. ↑  Giulianotti, Richard (2018). “소프트 파워-소프트 디파워 넥서스: 카타르의 경우”. 《International Affairs》. doi:10.1093/ia/iiy125.
14. ↑  “보관된 사본”. 2019년 5월 2일에 원본 문서에서 보존된 문서. 2015년 4월 18일에 확인함.
15. ↑  “https://brandfinance.com/press-releases/global-soft-power-index-2021-japan-is-top-performing-asian-nation-ranking-2nd-overall”. |title=에 외부 링크가 있음 (도움말);
16. ↑  “Korea ranked 2nd in soft power by UK magazine Monocle : Korea.net : The official website of the Republic of Korea”.
17. ↑  “The Soft Power 30 - Ranking”. Portland.
18. ↑  Faiola, Anthony (2006년 8월 31일). “'한류'를 잡는 일본 여성들”. The Washington Post. 2010년 5월 7일에 확인함.
19. ↑  Constant, Linda (2011년 11월 14일). “K-pop : 글로벌 쿨을 위한 소프트 파워”. The Huffington Post. 2013년 2월 17일에 확인함.
20. ↑  Herald, The Korea (2012년 4월 17일). “한류를 산업으로 바꾸는 한국” (영어). 2020년 12월 19일에 확인함.
21. ↑  “2012 BBC Country Ratings” (PDF). Globescan/BBC World Service. 2019년 5월 13일에 원본 문서 (PDF)에서 보존된 문서. 2012년 12월 29일에 확인함.
22. ↑  “한국의 K-팝이 서쪽에서 도약하다.”. 2020년 12월 19일에 확인함.
23. ↑  Yoon, Lina. (2010-08-26) K-Pop Online: Korean Stars Go Global with Social Media 보관됨 2012-09-07 - 웨이백 머신. TIME. Retrieved on 2011-02-20.
24. ↑  JAMES RUSSELL, MARK. “The Gangnam Phenom”. 《Foreign Policy》. 2012년 10월 1일에 원본 문서에서 보존된 문서. 2012년 10월 11일에 확인함. First taking off in China and Southeast Asia in the late 1990s, but really spiking after 2002, Korean TV dramas and pop music have since moved to the Middle East and Eastern Europe, and now even parts of South America.; “Korean pop culture spreads in Cairo”. Egypt Independent. 2013년 4월 14일에 확인함; Kember, Findlay. “Remote Indian state hooked on Korean pop culture”. Agence France-Presse. 2013년 2월 24일에 확인함; “South Korea's K-pop spreads to Latin America”. Agence France-Presse. 2013년 3월 28일에 확인함; Brown, August (2012년 4월 29일). “K-pop enters American pop consciousness”. 《The Los Angeles Times》. 2013년 1월 5일에 원본 문서에서 보존된 문서. 2013년 3월 24일에 확인함. The fan scene in America has been largely centered on major immigrant hubs like Los Angeles and New York, where Girls' Generation sold out Madison Square Garden with a crop of rising K-pop acts including BoA and Super Junior; Seabrook, John. “Cultural technology and the making of K-pop”. 《The New Yorker》. 2013년 3월 4일에 확인함. The crowd was older than I’d expected, and the ambience felt more like a video-game convention than like a pop concert. About three out of four people were Asian-American, but there were also Caucasians of all ages, and a number of black women; Chen, Peter (2013년 2월 9일). “'Gangnam Style': How One Teen Immigrant Fell For K-Pop Music”. 《The Huffington Post》. 2013년 3월 4일에 확인함. It is common for Chinese teens in the U.S. to be fans of K-pop, too; “Black is the New K-Pop: Interview With 'Black K-Pop Fans'”. The One Shots. 2013년 3월 3일에 원본 문서에서 보존된 문서. 2013년 3월 4일에 확인함.